# Ragadós padló
A ragadós vagy ragacsos padló egy olyan metafora, amelyet a nők munkahelyi diszkriminációjának szemléltetésére szokás alkalmazni.

## Áttekintés
A ragadós padló azt a nőket sújtó szituációt jeleníti meg, melyre az alacsony fizetés és a nehéz előrejutási lehetőség jellemző, és amelyből nagyon nehéz kitörni. Így ebbe a szituációba a nők nagyon könnyedén „beleragadnak”. Ennek a különböző genderelméletek szerint az az oka, hogy a tipikusan nők által betöltött foglalkozásokat a társadalom kevésbé becsüli, és a jutalmazási rendszerben is a férfiak által uralt foglalkozások alatt marad. Ennek következtében a nők jellemzően az alacsonyabb presztízsű, kevésbé megbecsült, kevesebb fizetéssel és rosszabb előrejutási lehetőségekkel rendelkező állásokat töltik be, szemben a férfiakkal, akiknek sokkal jobbak a felfelé mobilitási lehetőségeik. 
Minda Zetlin az Inc.com-on megjelent cikkében szerint a ragadós padló az üvegplafonnal ellentétben nem a nők felfelé mobilitását akadályozza meg, hanem az azt megelőző lépést, vagyis, hogy egyáltalán elrugaszkodjanak a talajtól. 